# Chris Chalk
Christopher Eugene Chalk (Asheville, 7 dicembre 1978) è un attore statunitense.

## Biografia
Studia alla Asheville High School e alla University of North Carolina di Greensboro. Recita nel film premio Oscar 12 anni schiavo e in numerose serie televisive tra cui Justified, Homeland, The Newsroom e soprattutto Gotham nel ruolo di Lucious Fox, che diventa fisso nella seconda stagione. Interpreta inoltre il ruolo di William Still, personaggio realmente esistito nella serie Underground.

## Filmografia parziale

### Cinema
- 12 anni schiavo (12 Years a Slave), regia di Steve McQueen (2013)
- Burning Blue, regia di D.M.W. Greer (2013)
- Detroit, regia di Kathryn Bigelow (2017)
- Red Sea Diving (The Red Sea Diving Resort), regia di Gideon Raff (2019)
- Godzilla vs. Kong, regia di Adam Wingard (2021)

### Televisione
- Homeland - Caccia alla spia (Homeland) – serie TV, 7 episodi (2011-2013)
- The Newsroom – serie TV, 24 episodi (2012-2014)
- Underground – serie TV, 5 episodi (2016-2017)
- Gotham – serie TV, 78 episodi (2015-2019)
- Complications – serie TV, 8 episodi (2015)
- When They See Us – miniserie TV, 2 puntate (2019)
- Perry Mason – serie TV, 16 episodi (2020-2023)
- Feud - serie TV, 1 episodio (2024)

## Doppiatori italiani
Nelle versioni in italiano delle opere in cui ha recitato, Chris Chalk è stato doppiato da:
- Marco Vivio in Justified, Perry Mason
- Alessandro Rigotti in Law & Order: Criminal Intent
- Simone Mori in 12 anni schiavo
- Simone Crisari in Sons of Anarchy
- Alessio Cigliano in Detroit
- Dario Oppido in Red Sea Diving
- Fabrizio Vidale in Homeland - Caccia alla spia
- Marco Bassetti in The Newsroom
- Giuliano Bonetto in Gotham
- Stefano Alessandroni in Feud